# Čínskej nášup
Čínskej nášup (v anglickém originále Goo Goo Gai Pan) je 12. díl 16. řady (celkem 347.) amerického animovaného seriálu Simpsonovi. Scénář napsal Dana Gould a díl režíroval Lance Kramer. V USA měl premiéru dne 13. března 2005 na stanici Fox Broadcasting Company a v Česku byl poprvé vysílán 9. září 2007 na stanici ČT2. Tento díl není oficiálně dostupný z Hongkongu.

## Děj
Když dělá pan Burns řidičskou zkoušku, aby si vyměnil svůj dávno neplatný řidičský průkaz, Selmě je velké vedro, kvůli čemuž je převezena do nemocnice. Doktor Dlaha jí vysvětlí (pomocí videa s Robertem Wagnerem), že vstoupila do menopauzy, což znamená, že už nemůže otěhotnět. Selma je rozrušená ze ztráty schopnosti mít děti a bojí se, že zestárne sama, a tak Patty navrhne, aby adoptovala dítě. Díky nedorozumění se jí téměř podaří adoptovat jedno z mnoha Cletusových dětí, ale to se nepodaří, když chce Brandine dítě zpět. Líza navrhne adopci dítěte z Číny. Protože čínská vláda povoluje adopci pouze manželským párům, Selma do žádosti uvede, že je vdaná za Homera Simpsona. 
Selma sponzoruje Simpsonovým cestu do Číny. Když Selma oznámí Homerovi, že musí předstírat, že je její manžel, je šokován a zdráhá se, ale později se rozhodne to udělat kvůli Marge. Když dorazí do Číny, Selma tvrdí, že Bart a Líza jsou její děti, zatímco Marge je jejich chůva. Čínská adopční agentka, madam Wu, jim řekne, že za pár dní dostanou dítě, protože chce podrobně popsat „manželský vztah“ mezi Homerem a Selmou, což Homera i Selmu velmi vyděsí. Rodina pak tráví čas prohlídkou několika pamětihodností v Číně, včetně návštěvy mumifikovaného těla Mao Ce-tunga, kterého Homer přirovná k „malému andílkovi, který zabil 50 milionů lidí“. Selma nakonec dostane dceru, kterou pojmenuje Ling. Po adopci je však lest rychle odhalena, když Wu přistihne Homera a Marge, jak se baví o falešném manželství a líbají se. 
Jakmile se chystají odjet do Springfieldu, Wu rozzlobeně přijde a odvede Ling s tím, že Homer a Selma nejsou manželé. Zatímco se ji Simpsonovi snaží utěšit, Líza s nimi zosnuje plán, jak získat dítě zpět. V dětském pokoji Homera obléknou a nastříkají sprejem, aby vypadal jako zlatá socha Buddhy se zkříženýma nohama. Podle zvyklostí feng-šuej musí být socha Buddhy přenesena dovnitř, a tak ho čínští strážci odvlečou do dětského pokoje. Když stráže odejdou, Homer vejde do školky a popadne Ling. 
Simpsonovi, Selma a Ling procházejí náměstím Nebeského klidu, místem, kde se, podle značky zobrazené v epizodě, v roce 1989 „nic nestalo“. Wu v tanku typu 59 je konfrontuje a požaduje dítě zpět. Po vášnivém proslovu Selmy a Homera pak Wu souhlasí s tím, aby Selma adoptovala Ling jako svobodný rodič – její shovívavost pramení z toho, že když byla sama ještě dítě, její otec se udusil pingpongovým míčkem den před vynálezem Heimlichova manévru a její matka ji nakonec vychovávala jako svobodný rodič. Wu také zabrání Homerovi, aby ve svém zavazadle propašoval pandí mládě. 
Selma s novou dcerou Ling a Simpsonovi odjíždějí z Číny džunkou, kromě Barta, kterého nahradí čínský dětský špion, jenž se za něj vydává, aby Homera oklamal. Epizoda končí třemi draky, kteří létají na obloze a zpívají. 
Během titulků David Silverman ukazuje divákům, jak nakreslit Barta.

## Přijetí
Robert Canning ze serveru IGN k dílu uvedl: „Zápletka je jednoduchá. Selma má menopauzu a rozhodne se, že když už nemůže mít vlastní dítě, tak si jedno adoptuje. Po neúspěšném pokusu Líza navrhne tetě, aby zkusila Čínu. Při vyplňování formulářů se Selma dozví, že adoptovat mohou jen manželské páry, a tak za manžela napíše Homerovo jméno. Bohužel, když všichni přijedou do Číny, komika ve skutečnosti nepramení z nepravděpodobnosti Homera a Selmy jako manželů, ale z četných náhodných vtipů o všem čínském. Ale v Číně tyhle vtipy prostě nejsou moc vtipné a místo toho, abyste se smáli, máte prostě nutkání sledovat kulturní odkazy. Šaolinští mniši? Ano. Velká čínská zeď? Ano. Předseda Mao? Ano. Je tu také ping-pong, akupunktura, akrobati, náměstí Nebeského klidu, Buddha a feng-šuej. Několik vtipů vyvolá pousmání, ale většina z nich se nepovede. Zasmál jsem se u vtipu o koláčcích štěstí. Poté, co Selmě odebrali dítě, protože zjistili, že není vdaná, Homer poznamenal, že v Číně jsou koláčky štěstí mnohem přesnější. Pak jsme viděli věštbu: ‚Selmě vezmeme dítě.‘. Škoda, že Ling Bouvierová se od té doby objevila jen v několika nezapamatovatelných výstupech. Tak nějak mi tento díl připadá zbytečný.“.

## Nedostupnost dílu z Hongkongu
V roce 2021 byla streamovací služba Disney+, na které jsou Simpsonovi dostupní, spuštěna v Hongkongu. Odběratelé Disney+ v Hongkongu poznamenali, že díl Čínskej nášup není z této oblasti dostupný. Údajně byl odebrán kvůli odkazům na masakr na pekingském náměstí Nebeského klidu, který se stal v roce 1989.